# Chery Arrizo 5
La Chery Arrizo 5 est une berline compacte produite par le constructeur automobile chinois Chery. La Chery Arrizo 5 a reçu un changement de nom en Chery Arrizo EX entre 2019 à 2020 et le nom a été de nouveau changé en Chery Arrizo 5. L'Arrizo 5 a également engendré un modèle plus haut de gamme basé sur la même plate-forme appelée Arrizo 6 ou Arrizo GX qui a fait ses débuts lors du Salon de l'auto de Pékin 2018 le nom du modèle étant à nouveau changé en Arrizo 5 Plus après le lifting en 2021. Il est à noter que ce modèle est une copie de la Ford Mondeo.

## Aperçu
L'Arrizo 5 a été présenté en avant-première par le Chery Concept Alpha qui a fait ses débuts au Salon de l'auto de Pékin de 2014 et le concept Chery Alpha 5 a été dévoilé au Salon de l'auto de Shanghai de 2015.
La version destinée à la production de l'Arrizo 5 a fait ses débuts lors du Salon de l'auto de Guangzhou de 2015.

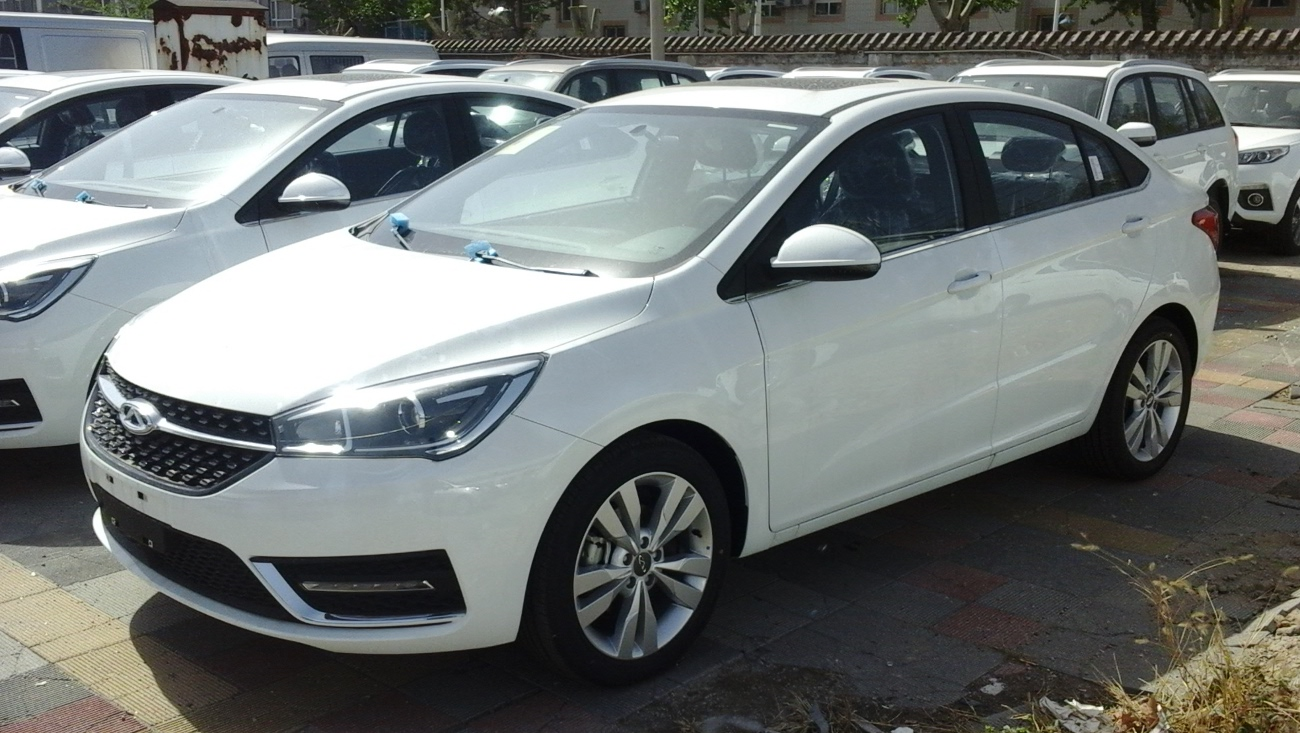
Chery Arrizo 5 vue avant
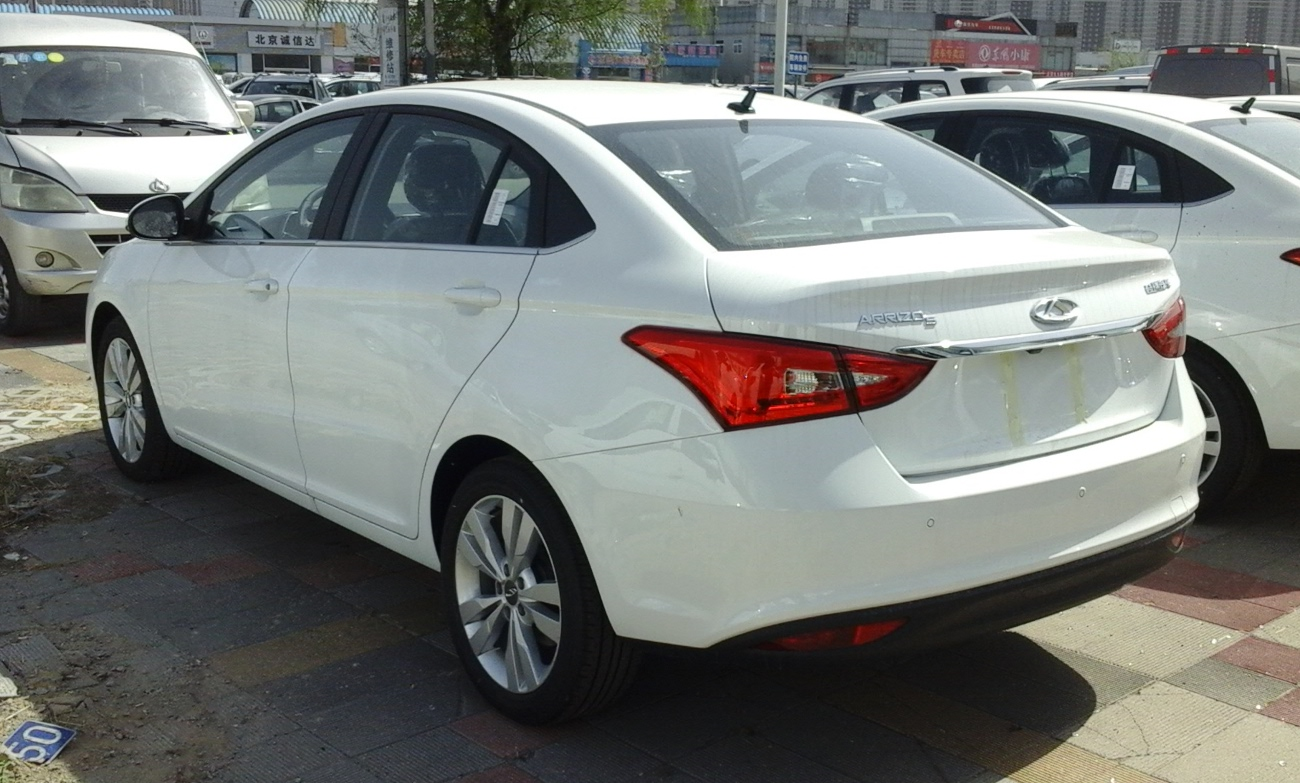
Chery Arrizo 5 vue arrière

### Arrizo EX
De 2019 à 2020, le modèle lifté de l'Arrizo 5 a été brièvement vendu sous le nom d'Arrizo EX avec l'Arrizo GX légèrement plus haut de gamme vendu aux côtés comme une option plus premium. Le nom a été changé en Arrizo 5 en 2020 et l'Arrizo GX a été changé en Arrizo 5 Plus pour le lifting de l'année modèle 2021.

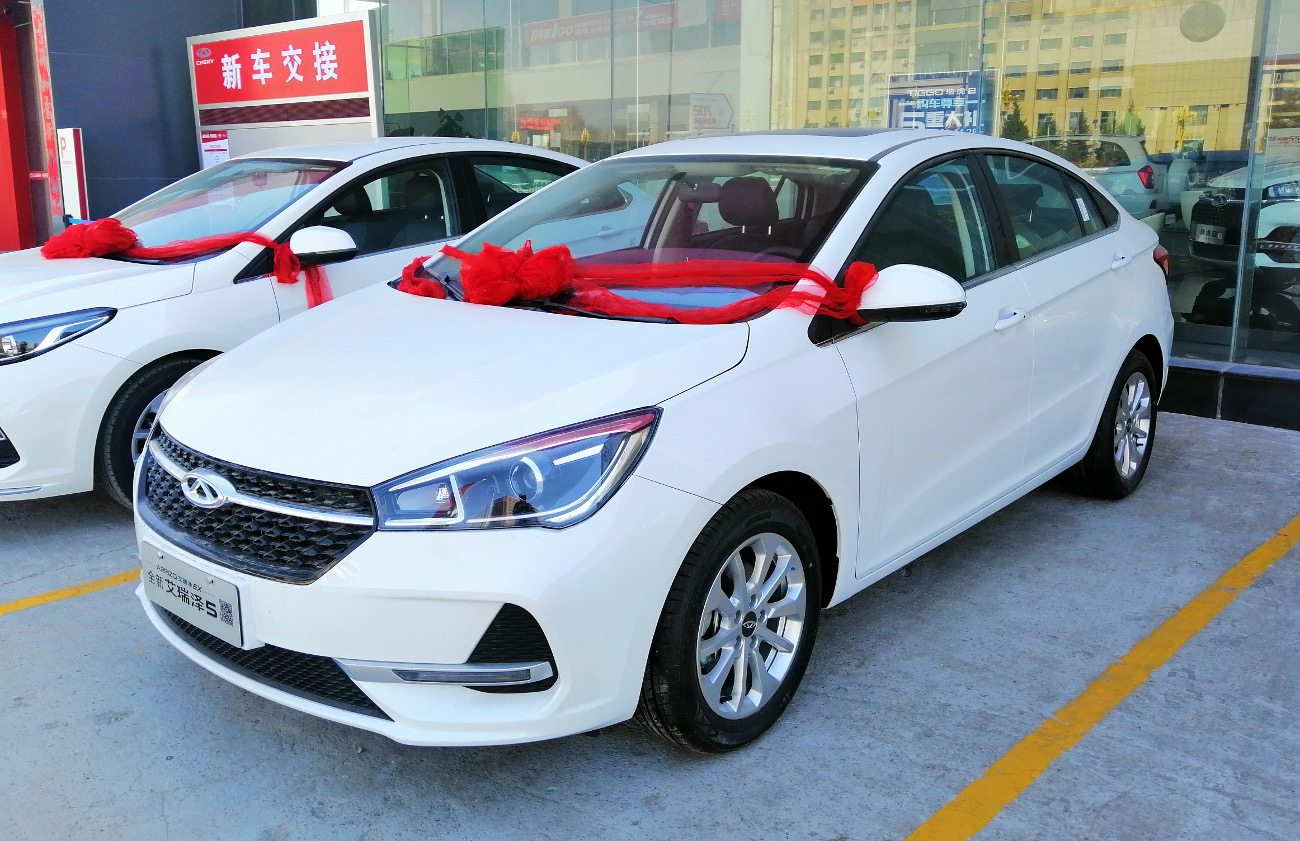
Chery Arrizo EX vue avant
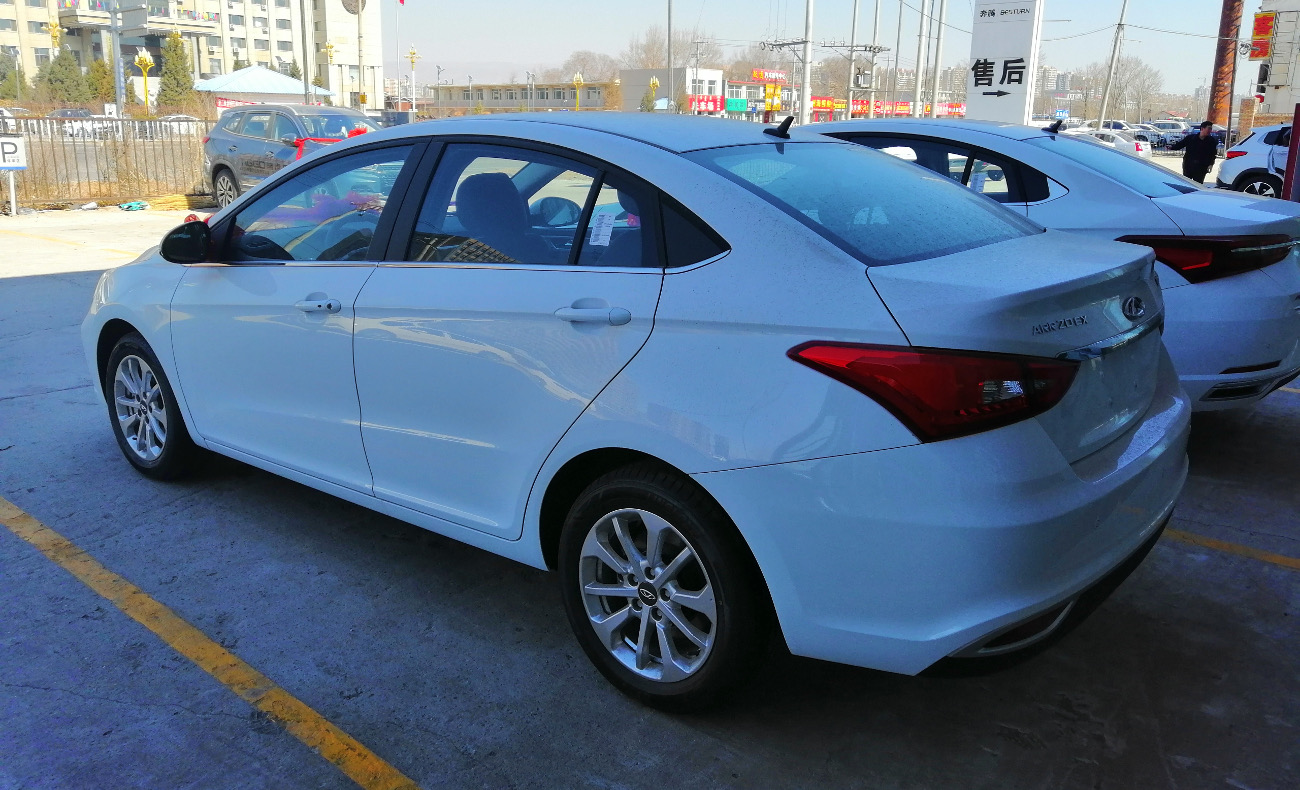
Chery Arrizo EX vue arrière

### Arrizo 5 Sport
L'Arrizo 5 Sport est la variante performante de l'Arrizo 5. Le moteur est un turbo de 1,5 L, couplé à une boîte manuelle à cinq vitesses ou à un CVT. L'Arrizo 5 Sport reçoit un kit carrosserie comprenant un pare-chocs avant redessiné. Le prix de l'Arrizo 5 Sport commence de 76 900 à 97 900 yuans.

## Arrizo 5e EV
La Chery Arrizo 5e est une voiture électrique basée sur la berline Arrizo 5 qui a fait ses débuts en juin 2017 avec une autonomie de 410 kilomètres.

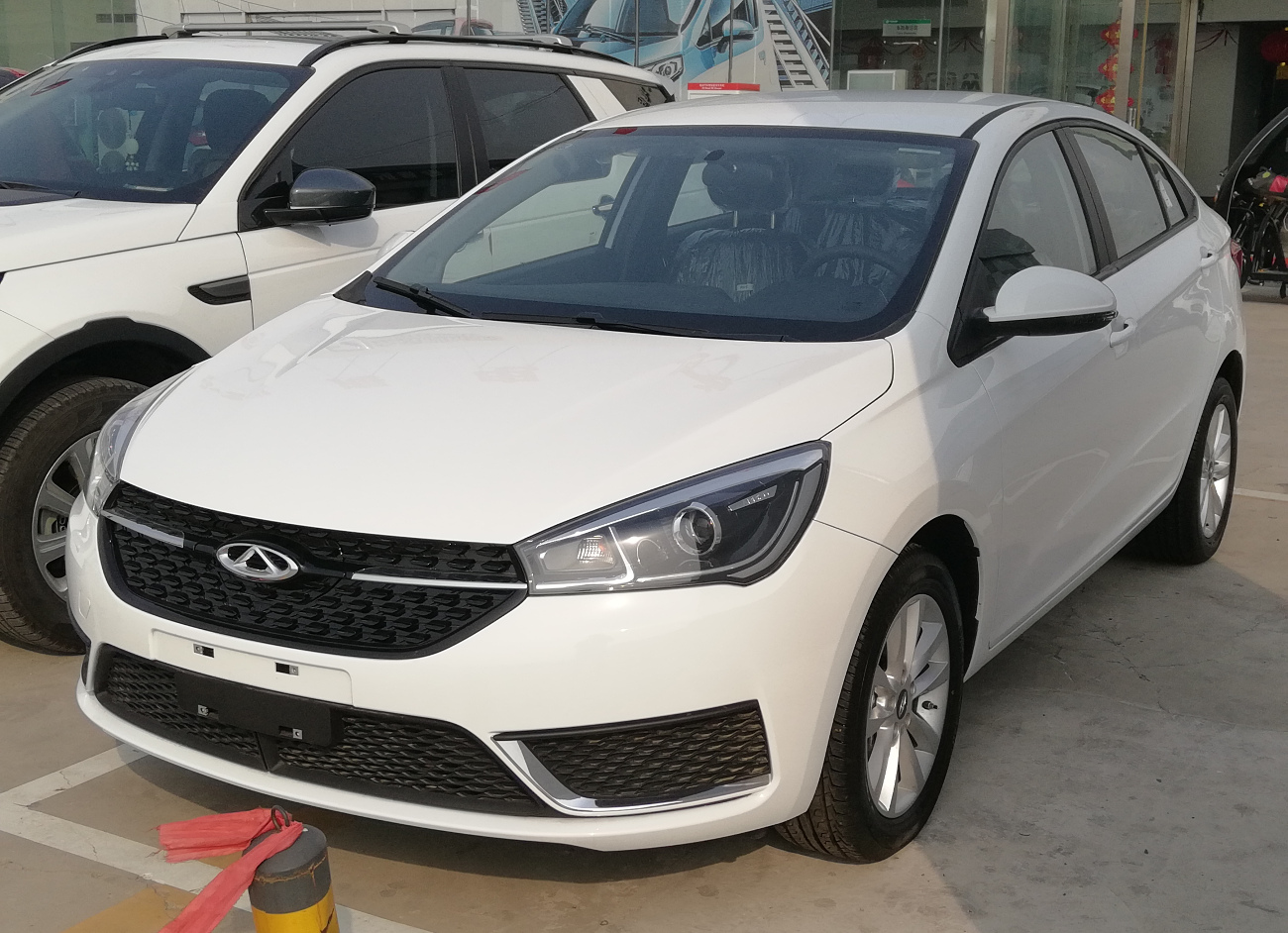
Chery Arrizo 5e vue avant
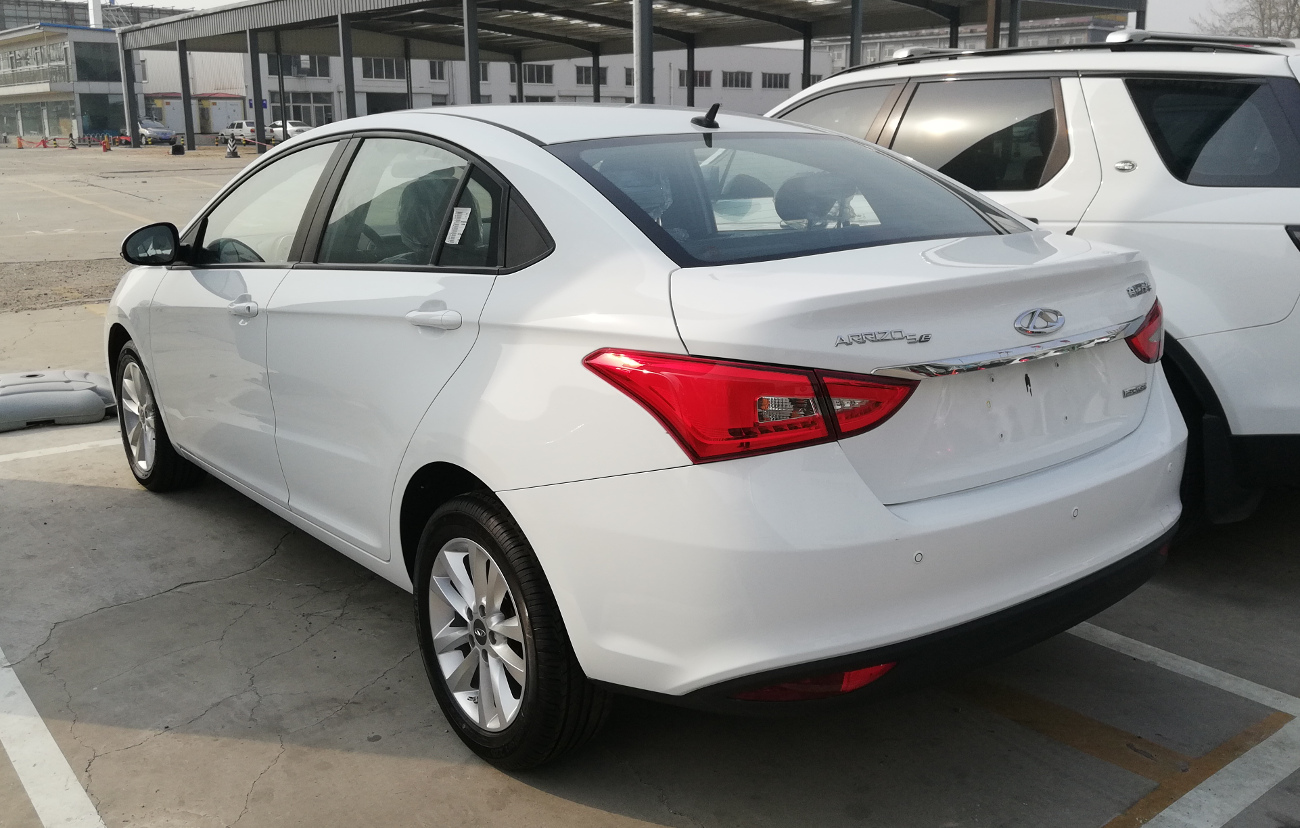
Chery Arrizo 5e vue arrière